# Крудс: Ново доба
Крудс: Ново доба је амерички рачунарски-анимирани авантуристичко-хумористички филм из 2020. године који је продуцирао DreamWorks Animation и дистрибуирао Universal Pictures. Наставак филма Крудс (2013), филм је режирао Џоел Крофорд (у свом редитељком дебију) са сценаријем који су написали Ден Хагерман, Кевин Хагерман, Пол Фишер и Боб Логан из приче оригиналних редитеља Кирка Демича и Криса Сандерса. Николас Кејџ, Ема Стоун, Рајан Рејнолдс, Кетрин Кинер, Кларк Дјук и Клорис Личман репризирали су своје улоге из првог филма заједно са додатним улогама које чине Питер Динклиџ, Лесли Ман и Кели Мери Трен.
Филм Крудс: Ново доба издат је 25. новембра 2020. године у Сједињеним Државама након што се суочио са неколико одлагања од оригиналног датума издања у новембру 2017. године и био је доступан 18. децембра преко премијум видеа на захтев. Филм је издат 25. марта 2021. године у Србији. Српски дистрибутер је Taramount Film. Српску синхронизацију радио је студио Соло. Зарадио је преко 215 милиона америчких долара наспрам буџета од 65 милиона америчких долара, са критичарима који су га назвали „довољно пристојним настваком” и похвалили су гласовне улоге и номинован је за награду Златни глобус за најбољи анимирани филм. Ово је последњи анимирани филм у ком је глумила Клорис Личман пре њене смрти два месеца након објављивања филма.

## Радња
Филм прича о суочавању једног клана са својим светом који се мења. Био је то ванвременски подсетник на важност породице и на то колико смо мало еволуирали.

## Улоге
| Улога         | Оригинални глас | Српски глас     |
| ------------- | --------------- | --------------- |
| Граг Kруд     | Николас Кејџ    | Драган Вујић    |
| Ип Круд       | Ема Стоун       | Ања Мит         |
| Гај Круд      | Рајан Рејнолдс  | Марко Јанкетић  |
| Фил Бетерман  | Питер Динклиџ   | Срђан Тимаров   |
| Хоуп Бетерман | Лесли Ман       | Паулина Манов   |
| Дон Бетерман  | Кели Мари Тран  | Ђурђина Радић   |
| Уга Круд      | Кетрин Кинер    | Весна Паштровић |
| Танк Круд     | Кларк Дјук      | Стеван Пиале    |
| Баба Круд     | Клорис Личман   | Нада Блам       |